# Beniamin (Wełyczko)
Beniamin, imię świeckie Serhij Michajłowycz Wełyczko (ur. 20 kwietnia 1991 r. w Izie) - biskup Ukraińskiego Kościoła Prawosławnego Patriarchatu Moskiewskiego.

## Życiorys
Ukończył szkołę średnią w rodzinnej miejscowości Iza na Zakarpaciu. 
31 maja 2009 r. został postrzyżony na mnicha riasofornego przez arcybiskupa chersońskiego i taurydzkiego Jana, przyjmując imię zakonne Beniamin na cześć świętego mnicha Beniamina Pieczerskiego. 28 marca 2010 r. arcybiskup chersoński udzielił mu święceń diakońskich, kierując go równocześnie do służby duszpasterskiej w soborze Świętego Ducha w Chersoniu. 15 maja 2012 r. złożył przed arcybiskupem chersońskim Janem wieczyste śluby mnisze, zachowując imię Beniamin, lecz zmieniając patrona na męczennika Beniamina diakona. 11 grudnia 2016 r. metropolita kijowski i całej Ukrainy Onufry wyświęcił go na hieromnicha.
Od 2017 r. był sekretarzem metropolity chersońskiego i taurydzkiego, kształcąc się równocześnie w seminarium duchownym w Kijowie, które ukończył w 2019 r. W 2017 r. otrzymał godność archimandryty. W 2020 r. powierzono mu obowiązki przełożonego metochionu biskupiego przy cerkwi Kaspierowskiej Ikony Matki Bożej w Chersoniu.
12 maja 2022 r. Święty Synod Ukraińskiego Kościoła Prawosławnego Patriarchatu Moskiewskiego nominował go na biskupa skadowskiego, wikariusza eparchii chersońskiej. Jego chirotonia biskupia odbyła się 18 lipca 2022 r. w cerkwi Trójcy Świętej w monasterze św. Pantelejmona w Kijowie pod przewodnictwem metropolity kijowskiego i całej Ukrainy Onufrego.